# Его новая профессия
«Его новая профессия» (англ. His New Profession, альтернативные названия — Helping Himself / The Good for Nothing) — короткометражный немой фильм Чарльза Чаплина. Премьера состоялась 31 августа 1914 года.

## Сюжет
Племянник хочет прогуляться по парку со своей подружкой, но ему не с кем оставить своего дядю в инвалидной коляске. В итоге он нанимает бродягу Чарли, однако тот не слишком успешно справляется со своими обязанностями.

## В ролях
- Чарли Чаплин — Чарли
- Джесс Денди — дядя-инвалид
- Чарли Чейз — племянник
- Сесиль Арнольд — девушка
- Хелен Карратерс — подруга племянника
- Минта Дёрфи — женщина
- Гарри Маккой — полицейский